# Kobi Marimi
Kobi Marimi, hebr. קובי מרימי (ur. 8 października 1991 w Ramat Ganie) – izraelski aktor i piosenkarz, reprezentant Izraela w Konkursie Piosenki Eurowizji 2019.

## Życiorys
Ukończył szkołę średnią o kierunku teatralnym oraz studia na kierunku aktorskim.
W 2019 miał swoje pierwsze profesjonalne doświadczenie z muzyką w programie Rising Star. Po wygraniu programu został ogłoszony reprezentantem Izraela w 64. Konkursie Piosenki Eurowizji w Tel Awiwie z utworem „Home”. Jako reprezentant gospodarzy miał zapewnione miejsce w finale widowiska, rozgrywanym 18 maja wystąpił w finale konkursu i zajął 23. miejsce, po zdobyciu łącznie 35 punktów w tym 35 punktów od telewidzów (19. miejsce) i 0 pkt od jurorów (26. miejsce).

## Dyskografia
| Tytuł       | Rok  | Pozycja na liście przebojów | Album |
| Tytuł       | Rok  | ISR                         | Album |
| ----------- | ---- | --------------------------- | ----- |
| „Home”      | 2019 | 2                           | —     |
| „Yalla Bye” | 2019 | 1                           | —     |
| „Lo Levad”  | 2020 | 16                          | —     |